# Echinorhynchus corrugatus
Echinorhynchus corrugatus är en hakmaskart som beskrevs av Sars 1885. Echinorhynchus corrugatus ingår i släktet Echinorhynchus och familjen Echinorhynchidae. Inga underarter finns listade i Catalogue of Life.